# Ole Berg
Ole Berg (ur. 7 października 1890 w Levanger, zm. 23 września 1968) – norweski generał.

## Życiorys
Podczas II wojny światowej uczestniczył w obronie Norwegii w 1940. Od 1943 do 1945 tworzył norweskie siły policyjny na obszarze Szwecji. W 1945 został generałem i szefem armii norweskiej. Po wojnie, od 1946 do 1955 był szefem obrony Norwegii. W 1947 mianowany generałem broni. Od 1956 do 1961 szef Wojskowego Departamentu Historii.

## Odznaczenia
- Komandor z Gwiazdą Orderu Świętego Olafa (Norwegia)
- Medal Świętego Olafa z gałązką dębową (Norwegia)
- Medal Obrony 1940–1945 (Norwegia)
- Krzyż Kawalerski Orderu Virtuti Militari (1946, Polska)[1]